# Hamílcar el Rodi
Hamílcar el Rodi (en llatí: Hamilcar) va ser un ambaixador cartaginès del segle iv aC.
Els cartaginesos el van enviar, per la seva eloqüència i les seves habilitats, a la cort d'Alexandre el Gran l'any 332 aC, després de la caiguda de Tir, per obtenir informació a propòsit de les possibles intencions d'Alexandre d'envair el nord d'Àfrica. Sota el pretext de ser un refugiat polític, i per mitjà dels contactes amb Parmenió, va aconseguir accés a Alexandre i va obtenir informació fins a la seva mort, el 323 aC.
Acabada la seva missió, va tornar a Cartago, on va ser executat per traïció. Els motius d'aquesta pena no són del tot clars, però sembla que podria haver estat per haver fet d'agent doble i haver ofert la ciutat a Alexandre, o bé relacionat amb els conflictes polítics, de natura violenta, que tenien lloc a Cartago a final del segle iv aC.